# Colaptes punctigula
El carpintero moteado (Colaptes punctigula) es una especie de ave en la familia Picidae. 

## Distribución
Se encuentra en América del Sur en Bolivia, Brasil, Colombia, Ecuador, Guayana Francesa, Perú,  Chile, Suriname y Venezuela, también al este de Panamá en Centroamérica. 

## Hábitat
Su hábitat natural son los bosques húmedos subtropicales o tropicales de tierras bajas, bosques de manglares tropicales o subtropicales y bosques antiguos muy degradados.